# Kunzewoer Friedhof
Der Kunzewoer Friedhof (russisch Кунцевское кладбище / Kunzewskoje kladbischtsche) ist ein Friedhof am westlichen Stadtrand der russischen Hauptstadt Moskau, der nach der ehemaligen Stadt und dem heutigen Moskauer Stadtteil Kunzewo benannt ist.

## Allgemeines

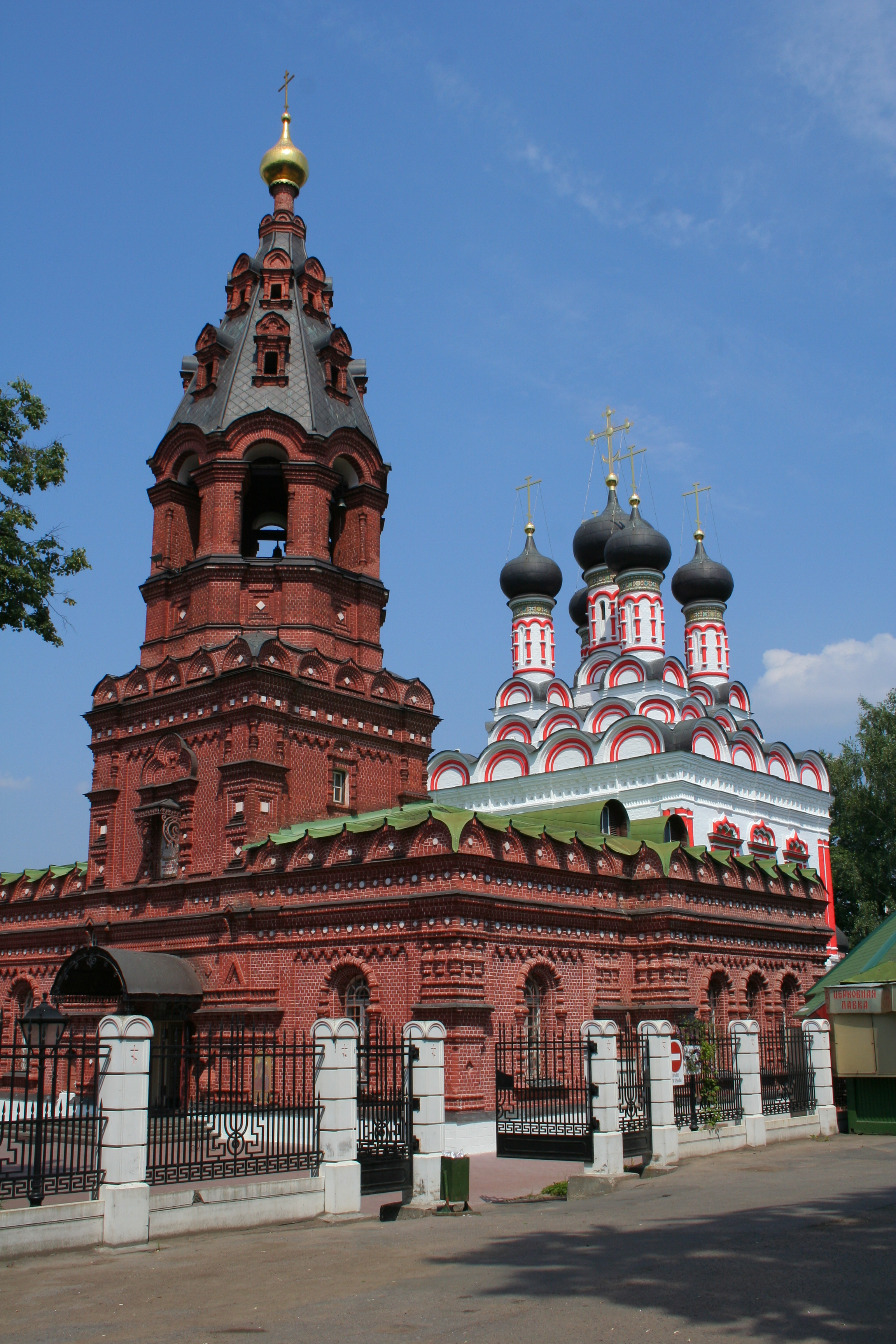
Erlöserkirche auf dem Kunzewoer Friedhof (2010)

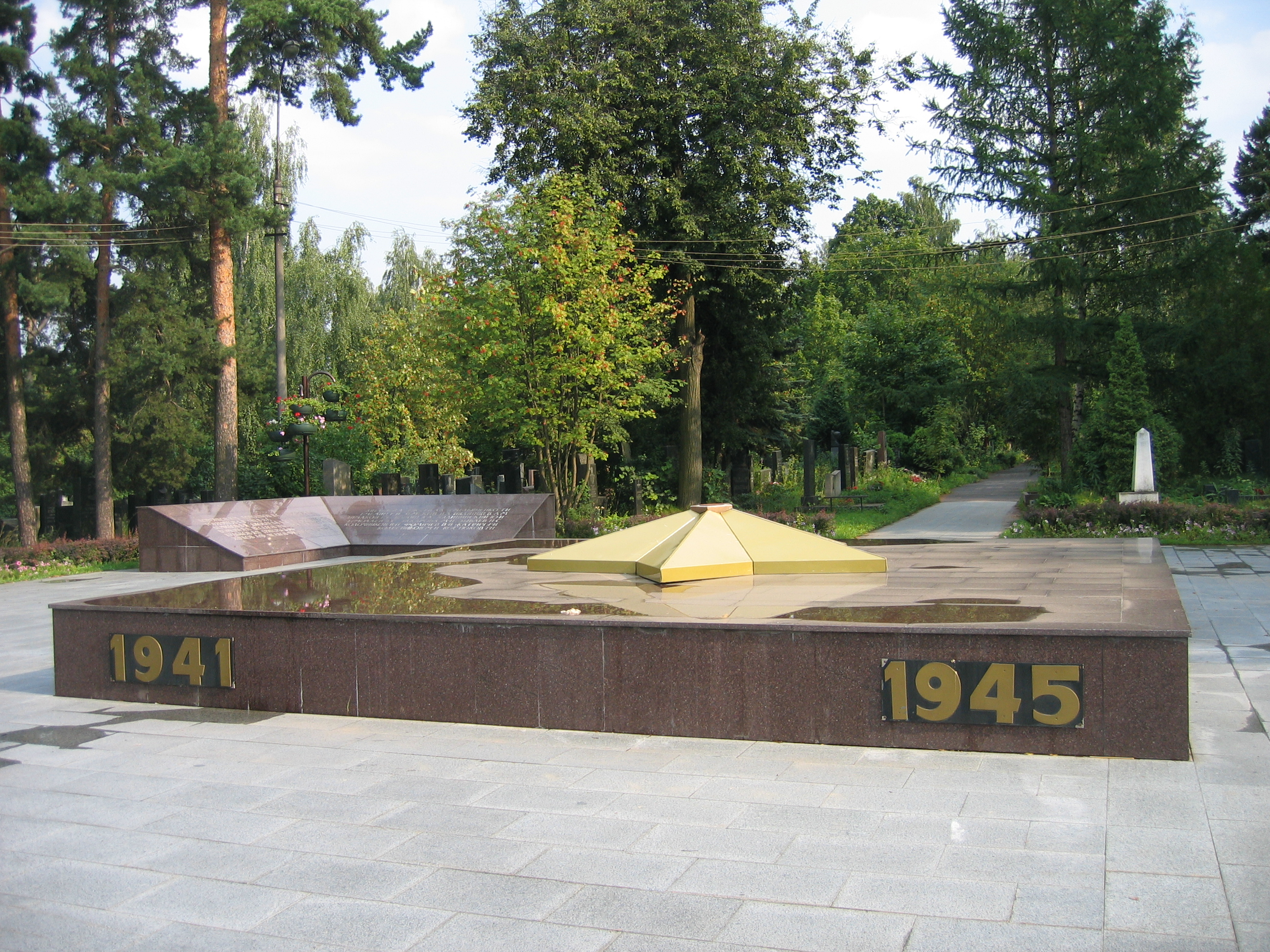
Kriegsmahnmal (2008)

Der Friedhof liegt im Stadtteil Moschaiski des Westlichen Verwaltungsbezirkes von Moskau, ist 16,62 Hektar groß und beherbergt zahlreiche Grabstätten prominenter Persönlichkeiten.
Er hat einen alten und einen neuen Teil, die nicht voneinander abgeteilt sind. Im alten Teil werden jedoch keine Begräbnisse mehr durchgeführt.
Der alte Friedhof entstand im 17. Jahrhundert beim Dorf Spasskoje am Flüsschen Setun und wurde daher zunächst Setun-Friedhof (Setunskoje kladbischtsche) genannt. 1673–1676 wurde die Erlöserkirche am Setun (церковь Спаса на Сетуни/ zerkow Spassa na Setuni) auf dem Friedhof errichtet. 1920 wurde das Friedhofsgelände Teil der Stadt Kunzewo, welche 1960 nach Moskau eingemeindet wurde. Seit Anfang der 1920er Jahre nennt sich der Friedhof daher Kunzewoer Friedhof.
Auf dem Friedhof befindet sich ein Gemeinschaftsgrab von Soldaten der Roten Armee, die während des Zweiten Weltkriegs in Moskauer Hospitälern verstarben. 1975 wurde aus Anlass des 30. Jahrestages des Kriegsendes über dem Gemeinschaftsgrab ein Mahnmal errichtet.

## Gräber prominenter Personen

### Alter Friedhof

Grab von Warlam Schalamow (2010)

- Witali Abalakow (1906–1986), Bergsteiger, Erstbesteiger von Dschengisch Tschokusu (Pik Pobeda) und Muztagata
- Alexei Arbusow (1908–1986), Dramaturg
- Michail Baburin (1907–1984), sowjetischer Bildhauer
- Konstantin Badigin (1910–1984), Polarforscher und Schriftsteller
- Alexander Chrjakow (1903–1976), Architekt
- Sergei Danilin (1901–1978), Navigator
- Jewgenija Gutnowa (1914–1992), Mediävistin und Hochschullehrerin
- Olimpiada Koslowa (1906–1986), Ökonomin und Hochschullehrerin
- Alexander Kotow (1913–1981), Schachgroßmeister
- Wil Lipatow (1927–1979), Schriftsteller
- Georgi Malenkow (1902–1988), Politiker, 1953–1955 Ministerpräsident der Sowjetunion
- Nonna Mordjukowa (1925–2008), Filmschauspielerin
- Ramón Mercader (1913–1978), spanischer Kommunist, NKWD-Agent und Mörder Leo Trotzkis
- Nikolai Nossow (1908–1976), Schriftsteller
- Juri Orechow (1927–2001), Bildhauer
- Kim Philby (1912–1988), britischer und sowjetischer Geheimagent
- Grigori Postnikow (1914–1978), Bildhauer
- Dmitri Rowinski (1824–1895), Kunsthistoriker und -sammler
- Warlam Schalamow (1907–1982), Schriftsteller
- Anastassija Schuse (1905–1981), Hydrobiologin und Mikropaläontologin
- Ljudmila Tatjanitschewa (1915–1980), Journalistin und Dichterin
- Tatjana Tess (1906–1983), Journalistin und Schriftstellerin
- Juri Trifonow (1925–1981), Schriftsteller
- Alexander Wokatsch (1926–1989), Schauspieler und Filmregisseur

### Neuer Friedhof

Grab von Wenedikt Jerofejew (2008)

Grab des Clowns „Karandasch“ (2008)

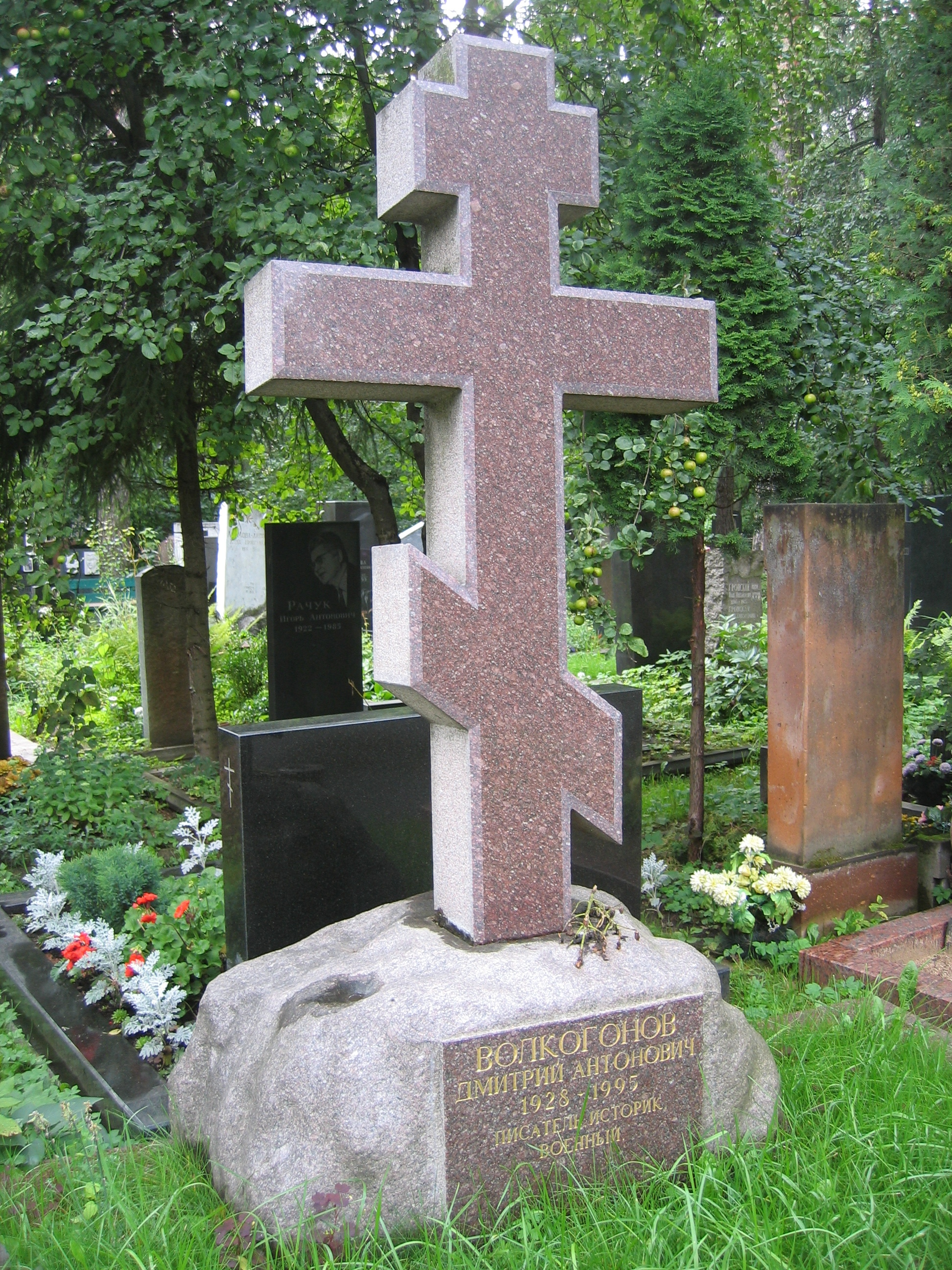
Grab von Dmitri Wolkogonow (2008)

- Wladimir Bassow (1923–1987), Filmschauspieler und -regisseur, Drehbuchautor
- Alexander Beljanski (1903–1981), Generalmajor und Direktor mehrerer Flugzeugwerke, Stalinpreisträger
- Juri Below (1930–1991), Filmschauspieler
- Wsewolod Bobrow (1922–1979), Eishockey- und Fußballspieler und -trainer
- Nikolai Charlamow (1905–1983), Admiral
- Waleri Charlamow (1948–1981), Eishockeyspieler
- Boris Chmelnizki (1940–2008), Schauspieler
- Alexander Chwylja (1905–1976), Film- und Theaterschauspieler
- Lona Cohen (1913–1992), Spionin
- Wera Dulowa (1910–2000), Harfenistin
- Wladislaw Dworschezki (1939–1978), Film- und Theaterschauspieler
- Anatoli Efros (1925–1987), Theaterregisseur
- Jakow Flier (1912–1977), Pianist
- Leonid Gaidai (1923–1993), Filmschauspieler und -regisseur, Drehbuchautor
- Sinowi Gerdt (1916–1996), Film- und Theaterschauspieler
- Oleg Gontscharenko (1931–1986), Eisschnellläufer
- Wenedikt Jerofejew (1938–1990), Schriftsteller
- Alexander Kaidanowski (1946–1995), Filmschauspieler und -regisseur, Drehbuchautor
- Alexander Kondratjuk (1916–1989), Pilot und Held der Sowjetunion (Grabstätte denkmalgeschützt)
- Natalja Kustinskaja (1938–2012), Schauspielerin
- Lasar Lagin (1903–1979), Schriftsteller
- Alexander Lasarew (1938–2011), Schauspieler[1]
- Pawel Lebeschew (1940–2003), Kameramann und Filmschauspieler
- Nikolai Ljaschtschenko (1910–2000), Armeegeneral
- Trofim Lyssenko (1898–1976), Biologe
- Sergei Martinson (1899–1984), Film- und Theaterschauspieler
- Jewgeni Martynow (1948–1990), Schlagersänger und -komponist
- Michail Matussowski (1915–1990), Dichter
- Georgi Menglet (1912–2001), Theater- und Filmschauspieler
- Wassili Molokow (1895–1982), Polarflieger und Generalmajor
- Jewgeni Morgunow (1927–1999), Film- und Theaterschauspieler
- Nikolai Morosow (1916–1981), Fußballspieler und -trainer
- Jadgar Nasriddinowa (1920–2006), Politikerin
- Alexander Nudelman (1912–1996), Ingenieur
- Waleri Obodsinski (1942–1997), Tenor und Schlagersänger
- Dmitri Poljanski (1917–2001), Politiker
- Fjodor Polynin (1906–1981), Generaloberst der Luftstreitkräfte (Grabstätte denkmalgeschützt)
- Boris Ponomarjow (1905–1995), Historiker und Politiker
- Waleri Prijomychow (1943–2000), Filmschauspieler und -regisseur, Drehbuchautor und Schriftsteller
- Nikolai Rasin (1904–1983), Wasserbauingenieur
- Grigori Romanow (1923–2008), Politiker
- Grigori Roschal (1899–1983), Drehbuchautor, Theater- und Filmregisseur
- Jelena Rschewskaja (Kagan; 1919–2017), Schriftstellerin und Übersetzerin
- Michail Rumjanzew (1901–1983), Zirkusclown, bekannt als Karandasch
- Anatoli Rybakow (1911–1998), Schriftsteller
- Pawel Sadyrin (1942–2001), Fußballspieler und -trainer
- Wladimir Safronow (1934–1979), Boxer (Olympiasieger 1956) und Grafiker
- Sergei Salnikow (1925–1984), Fußballspieler
- Leonid Sandalow (1900–1987), Generaloberst und Schriftsteller
- Alexei Sawitajew (1900–1979), Maschinenbauingenieur und Held der sozialistischen Arbeit
- Larissa Schepitko (1938–1979), Filmschauspielerin und -regisseurin, Drehbuchautorin
- Albert Schesternjow (1941–1994), Fußballspieler und -trainer
- Michail Schuidin (1922–1983), Zirkusclown und Artist
- Alexander Semjonow (1912–1979), Generalleutnant der Luftstreitkräfte (Grabstätte denkmalgeschützt)
- Ljubow Sokolowa (1921–2001), Filmschauspielerin
- Antonio Spadawekkia (1907–1988), Komponist
- Gleb Strischenow (1923–1985), Film- und Theaterschauspieler
- Wladimir Tendrjakow (1923–1984), Schriftsteller
- Juri Wisbor (1934–1984), Liedermacher, Filmschauspieler, Journalist und Schriftsteller
- Dmitri Wolkogonow (1928–1995), Historiker
- Gennadi Woronow (1910–1994), Politiker